# 1804 en mathématiques
| Années des mathématiques : 1801 - 1802 - 1803 - 1804 - 1805 - 1806 - 1807    |
| Décennies des mathématiques : 1770 - 1780 - 1790 - 1800 - 1810 - 1820 - 1830 |

Cet article présente les faits marquants de l'année 1804 en mathématiques.

## Naissances
- 15 avril : Abbé Moigno (mort en 1884), mathématicien français.
- 28 octobre : Pierre François Verhulst (mort en 1849), mathématicien belge.
- 25 novembre : George Jerrard (mort en 1863), mathématicien britannique.
- 10 décembre : Charles Gustave Jacob Jacobi (mort en 1851), mathématicien allemand.
- 16 décembre : Viktor Bouniakovski (mort en 1889), mathématicien russe.

## Décès
- 31 juillet : Louis Necker (né en 1730), mathématicien genevois.
- 11 août : George Shuckburgh-Evelyn (né en 1751), homme politique, mathématicien et astronome tchèque.